# Grimmia paramattensis
Grimmia paramattensis är en bladmossart som beskrevs av C. Müller 1898. Grimmia paramattensis ingår i släktet grimmior, och familjen Grimmiaceae. Inga underarter finns listade i Catalogue of Life.